# Górskie Domy
Górskie Domy – część wsi Jeziorzany w Polsce, położona w województwie małopolskim, w powiecie krakowskim, w gminie Liszki.
W latach 1975–1998 Górskie Domy administracyjnie należały do województwa krakowskiego.